# Lehtiluoto (ö i Södra Savolax, S:t Michel)
Lehtiluoto är en ö i Finland. Den ligger i sjön Kyyvesi och i kommunen Sankt Michel och landskapet Södra Savolax, i den södra delen av landet, 230 km nordost om huvudstaden Helsingfors. Öns area är omkring 920 kvadratmeter och dess största längd är 60 meter i nord-sydlig riktning.